# Сісенанд
Сісена́нд (Sisinanþs; близько 605 — 12 березня 636) — король вестготів в Іспанії та Септиманії у 631—636 роках.

## Біографія
Походив із знатної родини. Про батьків відсутні відомості. Знаходився у родинних стосунках з представниками вищої церковної ієрархії Септіманії — Склуой, митрополитом Нарбонни та Петром, єпископом Безьє. З часів Сісебута обіймав посаду дукса (герцога) Септиманії.
У 631 році очолив змову знаті проти короля Свінтіли, який намагався обмежити їхній вплив. Сісенанд за порадою інших змовників, вирушив до франкського короля Дагоберта I для того, щоб отримати армію, яка могла б скинути Свінтілу. В обмін на цю послугу він обіцяв дати Дагоберту зі скарбниці чудову золоту тарілку вагою у 230 кг. Свого часу, цю тарілку було дано королю Торізмунду патрицієм Аецієм за допомогу вестготів у війні проти гуннів.
Як тільки в Іспанії стало відомо, що франки йдуть на допомогу Сісенанду, усе вестготське військо перейшло на його бік. Ще до підходу франків Сарагоса підтримала Сісенанда. 26 березня 631 року готи королівства оголосили Сісенанда королем. Свінтілу змусили зректися престолу, але Сісенанд зберіг йому життя.
Дагоберт I послав посольство до короля Сісенанда, щоб отримати обіцяну тарілку. Вона була вручена послам королем Сісенандом, але потім вестготи відібрали її силою і не дозволили відвезти. Після довгих перемовин франкський король отримав від Сісенанда як компенсацію за втрату тарілки 200 тис. солідів.
Разом з тим після вступу на престол, новий король був змушений боротися зі значними внутрішньополітичними проблемами. Проти нього підняв заколот якийсь Іуділа, судячи з імені готського походження. Хоча про нього не згадує жодне письмового джерело, він відомий за двома знайденими монетам, викарбуваними цим претендентом на престол: мають напис «Іуділа — король» і були викарбувані в Гранаді і Меріді. З цього дослідники роблять висновок, що його влада деякий час поширювалася на цю територію. На чолі іншого повстання став Гейла, брат поваленого короля Свінтіли.
У толедській церкві питання стосовно підтримки нової влади викликали гострі розбіжності, в зв'язку з ними митрополит Гелладій залишив свою посаду і пішов у монастир, абатом якого він був до заняття єпископської кафедри. Його наступник Юст зіткнувся з опозицією пресвітера Геронтія, якого підтримав король. В цих досить важких умовах на допомогу Сісенанду прийшов єпископ Ісидор Севільський, який рішуче підтримав короля, що сприяло посиленню становища останнього.
Після придушення повстань Іуділи та Гейли 5 грудня 633 року почався IV Толедський собор, який повинен був узаконити права Сісенанда на трон. Собор підтвердив обрання королем Сісенанда. Повалення попереднього короля виправдовувалося його уявними злочинами. Свінтілу було позбавлено статків і відправлено на заслання, такому ж покаранню піддався Гейла.
Посада короля з цього часу оголошується виборною. В обранні повинні були брати участь всі знатні люди та єпископи Вестготсткого королівства. Сісенанд зобов'язався бути помірним монархом і правити справедливо й благочестиво. Крім того, Собор постановив піддавати анафемі всіх тих, хто не дотримувався клятви вірності королю, здійснював замах на його життя або намагався узурпувати трон. Як подяку церкві Сісенанд скасував всі податки з духовенства і IV Толедський собор схвалив цю постанову.
Водночас собор посилив тиск на юдеїв. Були підтверджені постанови попереднього собору, що забороняли їм мати рабів з числа християн, а також не дозволяли їм одружуватися на християнках або жити разом з ними. Вказувалося також, що хрещені діти юдеїв повинні були відокремлені від своїх батьків. Заборонялося також, хрещеним юдеям підтримувати зв'язок із родичами юдейської віри. За отримання хабаря від юдея встановилося покарання у вигляді відлучення від Церкви і оголошення анафеми.
Останні роки правління Сісенанд провів мирно й помер у 636 році в своєму палаці в Толедо. Новим королем було обрано Хінтілу.